# 지족역
지족(침신대)역(Jijok(Chimnshin University)Station, 智足(浸神大)驛)은 대전광역시 유성구 지족동에 있는 대전 도시철도 1호선의 전철역이다. 인근에 침례신학대학교가 있다. 지상 1층에 대합실과 출입구가, 지하 1층에 승강장이 있다. 유상병기역명은 침신대이다.

## 연혁
- 2003년 7월 25일 : 지족(침신대)역으로 역명 확정[1]
- 2007년 4월 17일 : 2단계 (정부청사 ~ 반석) 구간 개통과 함께 영업 개시

## 역 구조
2면 2선의 곡선 상대식 승강장이 있는 지하역이며, 승강장에는 스크린도어가 설치되어 있다.

### 승강장
| 노은 ↑ |
| \| 상  |
| ↓ 반석 |

| 상행 | ● 대전 도시철도 1호선 | 노은 · 유성온천 · 대전역 · 판암 방면 |
| 하행 | ● 대전 도시철도 1호선 | 반석 방면                            |

- 승강장 번호는 없다.

## 역 정보
판암역, 대동역과 함께 대전 도시철도 1호선에서 단 셋뿐인 곡선 승강장이다.
곡선의 여파로 인하여 승강장과 열차 사이의 틈새가 넓으므로 승·하차시 발이 빠지지 않도록 주의하여야 한다.

## 역 주변
역 인근에 롯데마트 노은점이 있으며, 노은택지개발 2지구가 있고, 대덕연구개발특구와 인접해 있다.
- 북대전세무서
- 롯데마트 노은점
- KB국민은행 콜센터
- 대전극동방송
- 농협중앙회 노은중앙지점
- 노은2동 행정복지센터
- 노은도서관
- 송림마을 2~4단지
- 침례신학대학교
- 대전하기초등학교
- 대전하기중학교
- 대전지족초등학교
- 대전반석고등학교
- 유성여자고등학교
- 경남 아너스빌
- 인앤인 클래식
- 노은 브리젠힐스
- 원광사
- 하기동 성당
- 대전유성경찰서

## 역사
- 2007년 4월 17일: 대전 도시철도 1호선 제 2단계 구간 개통과 함께 영업 개시

## 승차량 변동
| 역 노선 | 1일 평균 승차 인원 | 1일 평균 승차 인원 | 1일 평균 승차 인원 | 1일 평균 승차 인원 | 1일 평균 승차 인원 | 1일 평균 승차 인원 | 1일 평균 승차 인원 | 1일 평균 승차 인원 | 1일 평균 승차 인원 | 1일 평균 승차 인원 |
| 역 노선 | 2006년             | 2007년             | 2008년             | 2009년             | 2010년             | 2011년             | 2012년             | 2013년             | 2014년             | 2015년             |
| ------- | ------------------ | ------------------ | ------------------ | ------------------ | ------------------ | ------------------ | ------------------ | ------------------ | ------------------ | ------------------ |
| 1호선   | 미개통             | 2,030              | 2,377              | 2,656              | 2,769              | 3,000              | 3,091              | 3,088              | 3,122              | 3,010              |
| 1호선   | 2016년             | 2017년             | 2018년             | 2019년             | 2020년             |                    |                    |                    |                    |                    |
| 1호선   | 2,980              | 2,960              | 2,849              | 2,817              |                    |                    |                    |                    |                    |                    |

## 갤러리

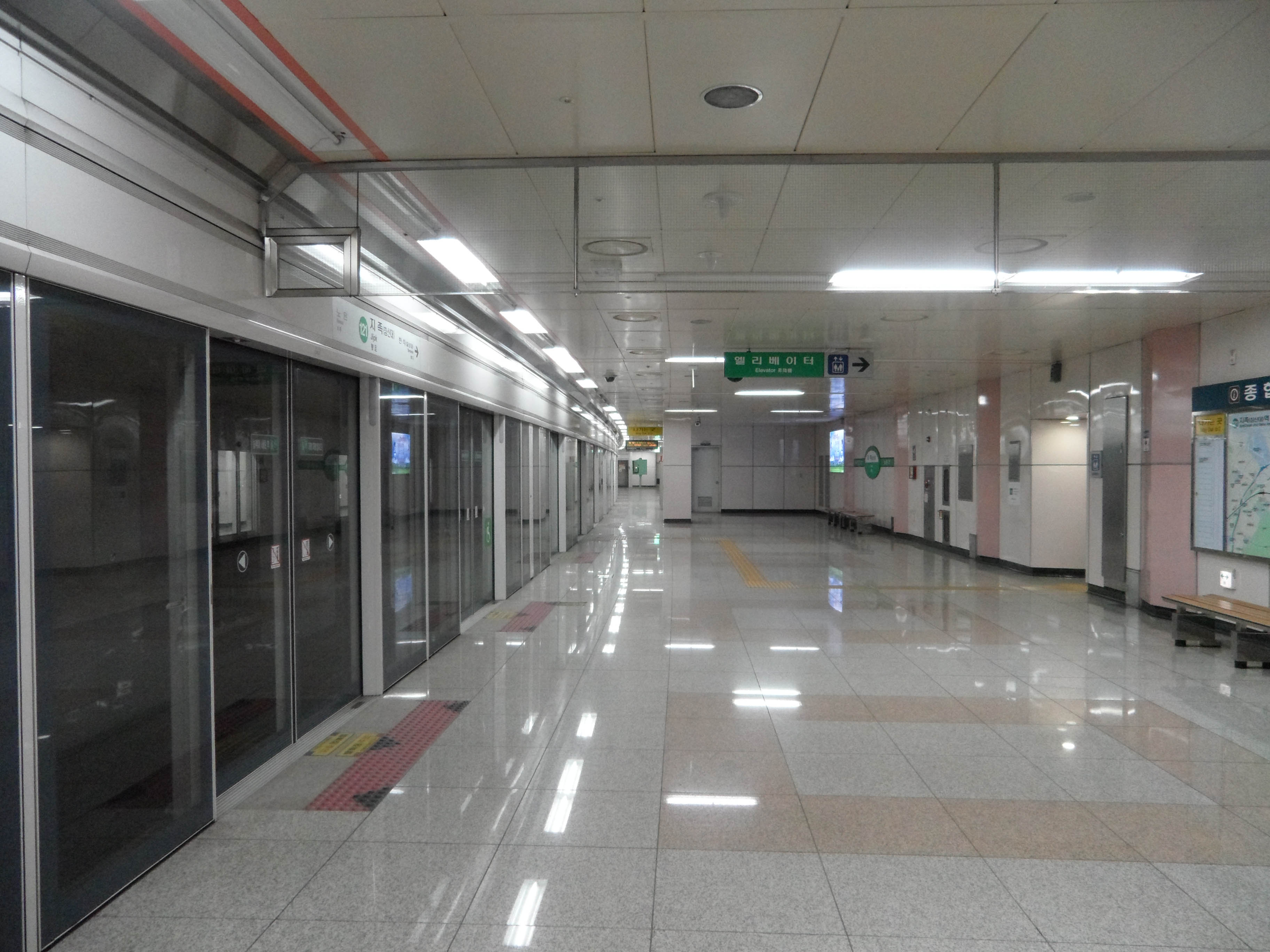
승강장
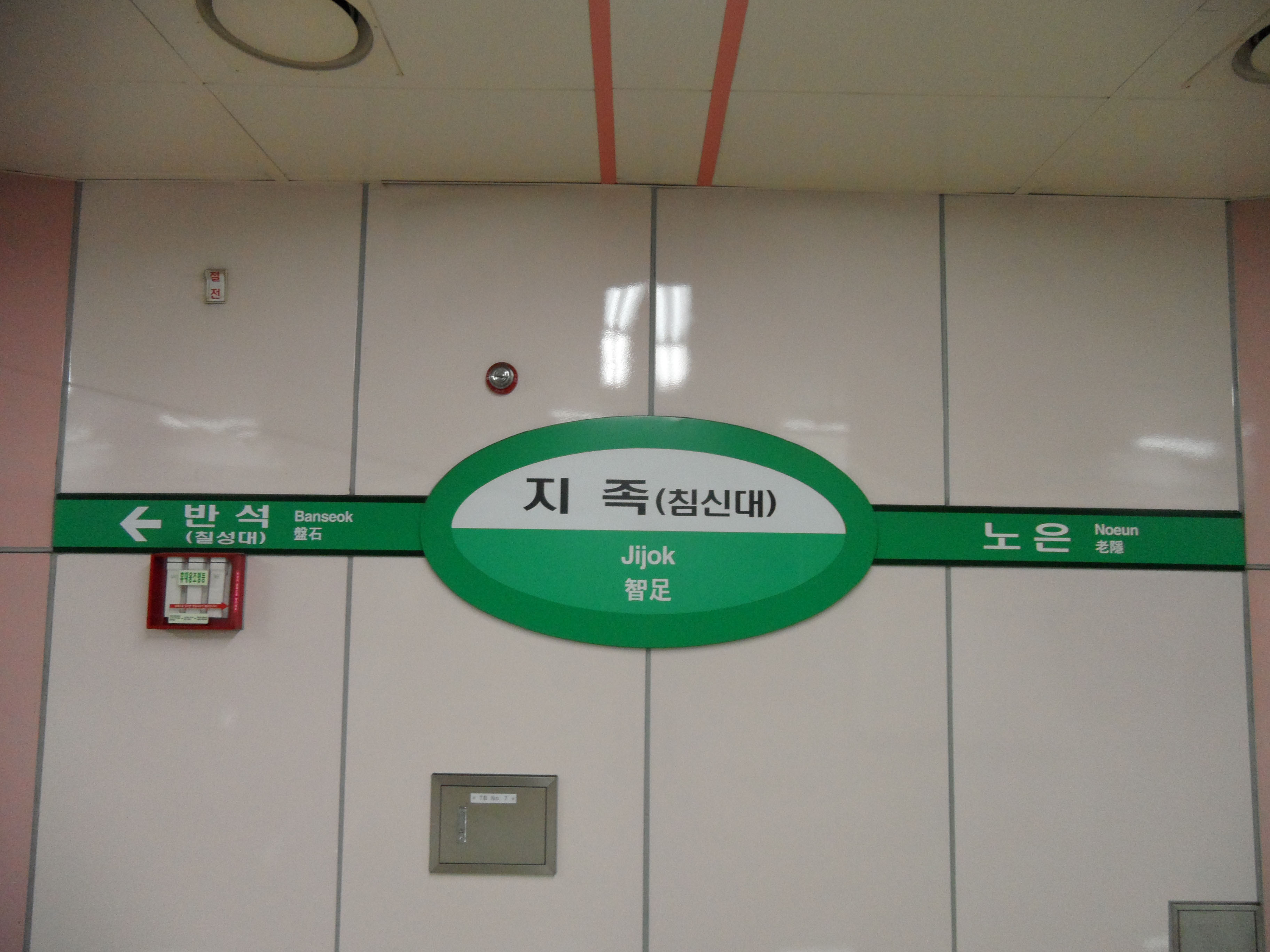
역명판

## 인접한 역
| 대전 도시철도 1호선 | 대전 도시철도 1호선   | 대전 도시철도 1호선 |
| ------------------- | --------------------- | ------------------- |
| 120 노은 판암 방면  | ● 대전 도시철도 1호선 | 122 반석 방면       |